# Ulrich Meister senior
Ulrich Meister senior (* 26. August 1801 in Benken; † 1. April 1874 in Zürich) war ein Schweizer Politiker. Von 1856 bis 1866 gehörte er dem Nationalrat an.

## Biografie
Der Sohn eines Friedensrichters absolvierte die Forstliche Hochschule in Tharandt (Sachsen). Meister arbeitete anschliessend als Notariatskanzler in Andelfingen. 1822 wurde er Oberförster des Kreises Benken; diese Tätigkeit übte er bis 1870 aus. Auf kommunaler Ebene setzte er sich für das Schulwesen ein. So gründete er 1834 die Sekundarschule Benken, von 1834 bis 1869 war er dort Mitglied der Schulpflege und der Schulverwaltung. Darüber hinaus amtierte er als Bezirksrat des Bezirks Andelfingen.
Als Vertreter der Freisinnigen wurde Meister 1842 in den Grossen Rat des Kantons Zürich gewählt, dem er bis 1869 angehörte. Im Dezember 1855 kandidierte er mit Erfolg bei einer Nachwahl im Wahlkreis Zürich-Nord und zog in den Nationalrat ein. Er stand auf der Seite Alfred Eschers und war Präsident der Eisenbahnkommission sowie Mitglied des Gründungsausschusses der Rheinfallbahn. Meister lehnte die demokratische Bewegung ab und wechselte 1860 zur Gruppierung der liberalen Mitte. 1866 trat er als Nationalrat zurück.
Sein im Jahr 1838 geborener Sohn Ulrich Meister junior war ebenfalls Nationalrat.